# Ao

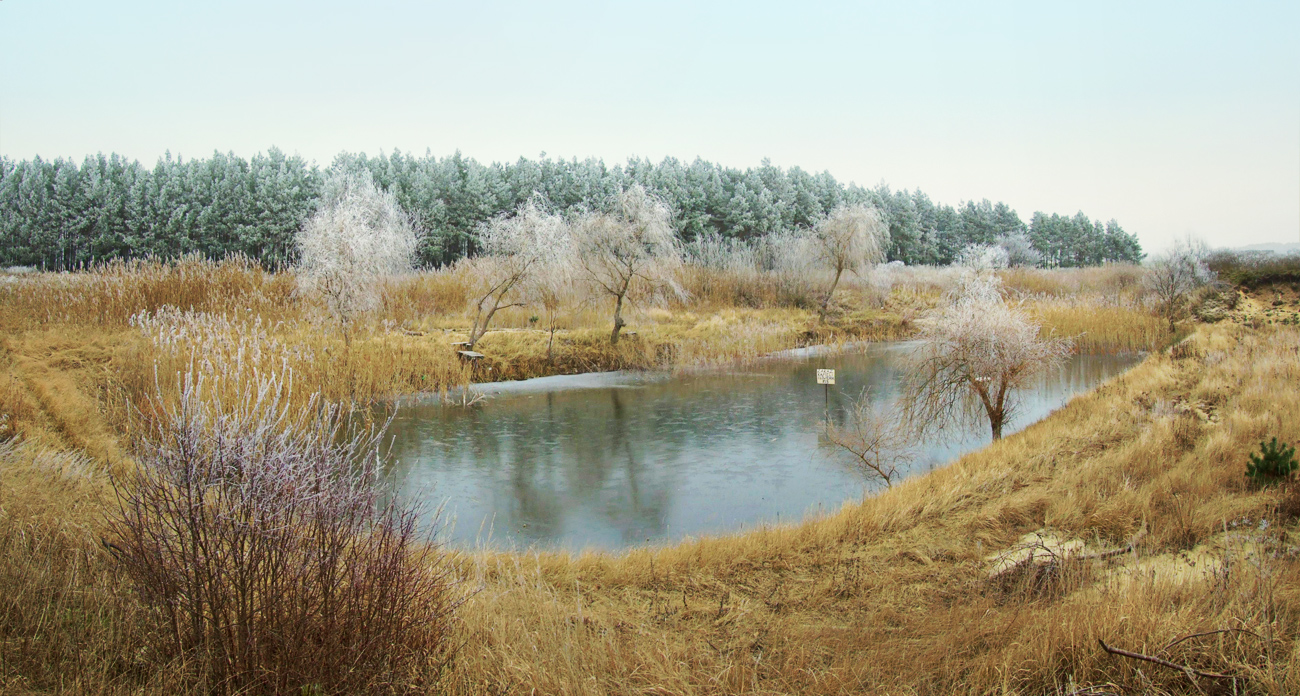
Một cái ao tại Swarzynice, Lubuskie, Ba Lan.

Ao (đầy đủ hơn là ao nước) là những vùng nước đọng lại, có thể là do tự nhiên hoặc nhân tạo, có kích cỡ nhỏ hơn hồ nước. Ao nhân tạo do con người đào đất lên và nước mưa cùng các nguồn nước khác đọng lại tạo thành. Ao thường được dùng để nuôi các loại thủy sản như tôm, cá, làm cảnh trang trí, giải trí.
Ao trong tự nhiên hình thành từ chỗ trũng, là nơi tụ nước lâu ngày mà thành. Ao nhỏ hơn hồ, và không có tiêu chí chính thức nào phân biệt hai loại này. Có định nghĩa đưa ra chỉ định ao có diện tích dưới 5 ha (12 mẫu Anh), sâu dưới 5 mét (16 ft) và có thảm thực vật nổi dưới 30%; dựa vào đó giúp phân biệt hệ sinh thái của ao với hệ sinh thái của hồ và vùng đất ngập nước.:460